# 655-ös busz
A 655-ös jelzésű elővárosi autóbusz Budapest, Népliget autóbusz-pályaudvar és Délegyháza, autóbusz-forduló között közlekedik Dunaharaszti, Taksony és Dunavarsány érintésével. A járatot a MÁV Személyszállítási Zrt. üzemelteti.

## Útvonala
Munkanapokon reggel a Budapest felé közlekedő autóbuszok nem a Budapest, Kvassay Jenő út felől, hanem a Vágóhíd utca – Üllői út – Nagyvárad tér – Orczy út – Elnök utca – Könyves Kálmán körút nyomvonalon érik el a népligeti végállomást.
| Délegyháza, autóbusz-forduló felé | Budapest, Népliget felé |
| --- | --- |
| Budapest, Népliget vá. – Üllői út – Könyves Kálmán körút – Gubacsi út – Kén utca – Soroksári út – Helsinki út – Grassalkovich út – Haraszti út – Dunaharaszti, Soroksári út – Fő út – Taksony, Fő út – Baross tér – Szent Imre út – Varsányi út – 52101-es út – Dunavarsány, Taksonyi út – Vasút sor – Délegyháza, Vasút sor – Árpád utca – Délegyháza, autóbusz-forduló vá. | Délegyháza, autóbusz-forduló vá. – Árpád utca – Vasút sor – Dunavarsány, Vasút sor – Taksonyi út – 52101-es út – Taksony, Varsányi út – Szent Imre út – vasútállomás bejárati út – Széchenyi István út – Baross tér – Fő út – Dunaharaszti, Fő út – Soroksári út – Budapest, Haraszti út – Grassalkovich út – Helsinki út – Soroksári út – Kvassay Jenő út – Gubacsi út – Könyves Kálmán körút – Üllői út – Budapest, Népliget vá. |

## Megállóhelyei
Az átszállási kapcsolatok között az azonos útvonalon, de Délegyháza, autóbusz-forduló érintése nélkül Kiskunlacházáig közlekedő 654-es busz nincs feltüntetve.
| 0                                           | Budapest, Népliget autóbusz-pályaudvar végállomás                      | 60 | 1, 1A 83 254E 607, 608, 626, 628, 629, 630, 631, 632, 633, 635, 636, 650, 653, 656, 657, 659, 660, 661, 679, 705 1080, 1081, 1085, 1087, 1090, 1092, 1094, 1110, 1111, 1113, 1115, 1120, 1121, 1125, 1131, 1134, 1136, 1172, 1173, 1174, 1175, 1176, 1177, 1183, 1184, 1185, 1188, 1189, 1190, 1193, 1194, 1201, 1205, 1212, 1215, 1216, 1229, 1251, 1253, 1254, 1257, 1268 |
| ∫                                           | Budapest, Mester utca / Könyves Kálmán körút (csak leszállás céljából) | 55 | 1, 2B, 51, 51A 281 |
| ∫                                           | Budapest, Közvágóhíd (Kvassay Jenő út) (csak leszállás céljából)       | 53 | 1, 2, 24 54, 55, 179, 223E, 224, 224E, 255E |
| 6                                           | Budapest, Koppány utca (csak felszállás céljából)                      | ∫  | |
| 11                                          | Budapest, Timót utca / Soroksári út                                    | 48 | 224 627, 630, 631, 632, 635, 636, 650, 653, 659, 661 |
| 13                                          | Budapest, Pesterzsébet felső                                           | 45 | 66, 66B, 224, 224E 626, 627, 628, 629, 630, 631, 632, 635, 636, 650, 653, 659, 660, 661 1080, 1110 |
| 15                                          | Budapest, Pesterzsébet vasútállomás                                    | 43 | 66, 66B, 119, 151, 166 630, 631, 632, 635, 636, 650, 653, 659, 661 |
| 17                                          | Budapest, Festékgyár                                                   | 40 | 66, 66B, 66E, 166 627, 630, 631, 632, 635, 636, 650, 653, 659, 661 |
| 20                                          | Budapest, Soroksár, Hősök tere                                         | 37 | 66, 66B, 66E, 135, 166 626, 627, 628, 629, 630, 631, 632, 635, 636, 650, 653, 659, 660, 661 1080, 1110 |
| 23                                          | Budapest, Orbánhegyi dűlő                                              | 34 | 135 650, 653, 659 |
| Budapest–Dunaharaszti közigazgatási határa  |                                                                        |    | |
| 28                                          | Dunaharaszti, HÉV-állomás                                              | 29 | 650, 653, 659, 660, 661, 679 1110 1, 1Y, 2, 3, 4, 2gy |
| 29                                          | Dunaharaszti, Városháza                                                | 27 | 650, 653 2, 4 |
| 30                                          | Dunaharaszti, Nádor utca                                               | 26 | 650, 653, 661 2, 4 |
| 32                                          | Dunaharaszti, Király utca                                              | 25 | 650, 653 4 |
| Dunaharaszti–Taksony közigazgatási határa   |                                                                        |    | |
| 34                                          | Taksony, Fő utca 24.                                                   | 23 | 650, 653 |
| 36                                          | Taksony, Községháza                                                    | 21 | 650, 653, 660, 661 |
| 37                                          | Taksony, Baross tér                                                    | 20 | 656, 663 |
| 39                                          | Taksony, Attila utca                                                   | ∫  | 656, 663 |
| ∫                                           | Taksony, Wesselényi utca                                               | 18 | 656, 663 |
| ∫                                           | Taksony, Béke utca                                                     | 17 | 656, 663 |
| 41                                          | Taksony, Zsellérerdő                                                   | ∫  | 656, 663 |
| ∫                                           | Taksony, Vasútállomás                                                  | 16 | 651, 656, 663 |
| ∫                                           | Taksony, Zsellérerdő                                                   | 15 | 651, 656, 663 |
| 43                                          | Taksony, Varsányi köz                                                  | 14 | 651, 656 |
| Taksony–Dunavarsány közigazgatási határa    |                                                                        |    | |
| 45                                          | Erőspuszta bejárati út                                                 | 12 | 651, 656, 657, 659 |
| 47                                          | Dunavarsány, Nyugati lakópark                                          | 10 | 651, 656, 657, 659 |
| 49                                          | Dunavarsány, vasúti átjáró                                             | 8  | 651, 656, 657, 659, 664 |
| 51                                          | Dunavarsány, Vasútállomás                                              | 6  | 651, 652, 656, 657, 659, 664 |
| Dunavarsány–Délegyháza közigazgatási határa |                                                                        |    | |
| 53                                          | Délegyháza, II. tó                                                     | 4  | 651, 652, 656, 657, 659, 664 |
| 55                                          | Délegyháza, Vasútállomás                                               | 2  | 651, 652, 656, 657, 659, 664 |
| 57                                          | Délegyháza, autóbusz-forduló végállomás                                | 0  | 652, 656, 657, 659, 664 |